# 今岡十一郎
今岡 十一郎（いまおか じゅういちろう、1888年 - 1973年9月2日）は日本のハンガリー語学者。専門のハンガリー語の他、フィンランド語辞典の著もある。また叢書『フィン・ウゴル研究』を編集刊行し、日本におけるウラル学の先駆者やハンガリーにおける日本文化紹介者として知られる。島根県出身。

## 経歴
松江市生まれ。1914年、東京外国語学校ドイツ語科卒業。同年、来日中のハンガリーの民俗学者バラートシ・バログ・ベネデクのアイヌ・ギリヤーク・オロッコ研究旅行に通訳として同行し、北海道や樺太を巡る。これが縁で、バラートシからツラニズムの日本普及に協力するよう求められる。
東京帝国大学経済統計研究室などに勤務した後、アメリカを経てドイツに留学し、程なくしてバラートシ＝バログの招きで1922年にハンガリーへ移り、ブダペスト大学哲学科を卒業。この後も1931年の帰国まで約10年間ハンガリーに滞在し、日本文化の紹介に尽力。同国の新聞や雑誌に寄稿すること800回、同国各地で講演をおこなうこと750回に及んだ。1923年からブダペスト大学で日本語の講座が開かれたのは今岡の啓蒙活動による。
帰国後は外務省に勤務する傍ら、日洪文化協会理事などを歴任し、同協会の出版・講演会などの事業をほぼ一手に引き受け、日本＝ハンガリー間の文化交流の中心人物として活動。ハンガリーの文学や歴史に関する著書や論文を多数執筆。戦後に外務省を辞した後も同省の一室に専用の机を持ち、晩年に至るまで独力で『ハンガリー語辞典』の編纂に従事。この事業を完成した直後に85歳で逝去。
2001年には今岡の長女の尽力によって『ハンガリー語辞典』の改訂新版が刊行された。